# Jesús del Monte, Huixquilucan
Jesús del Monte är en ort i Mexiko, tillhörande kommunen Huixquilucan i delstaten Mexiko. Jesús del Monte ligger i den centrala delen av landet och tillhör Mexico Citys storstadsområde. Orten hade 23 150 invånare vid folkmätningen 2010. Jesús del Monte är näst största ort i kommunen efter Naucalpan de Juárez.